# 梁家湾镇
梁家湾镇是中国陕西省商洛市商南县下辖的一个镇。

## 行政区划
梁家湾镇下辖以下行政区：
梁家湾村、姚楼村、冀家湾村、稻田河村、兴隆村、马家坪村、双店村